# Argonaut Glacier
Argonaut Glacier är en glaciär i Antarktis. Den ligger i Östantarktis. Nya Zeeland gör anspråk på området. Argonaut Glacier ligger 331 meter över havet.
Terrängen runt Argonaut Glacier är varierad. Trakten är obefolkad. Det finns inga samhällen i närheten.